# Korobiejniki
Korobiejniki (ros. Коробе́йники, pol. Kupcy) – rosyjska pieśń ludowa pochodząca z XIX wieku. Opowiada historię spotkania młodej dziewczyny z wędrownym handlarzem. Opisuje targowanie się o kreton i brokat, a w przenośnym sensie zaloty. Została wykorzystana jako ścieżka dźwiękowa do gry logicznej Tetris.

## Historia

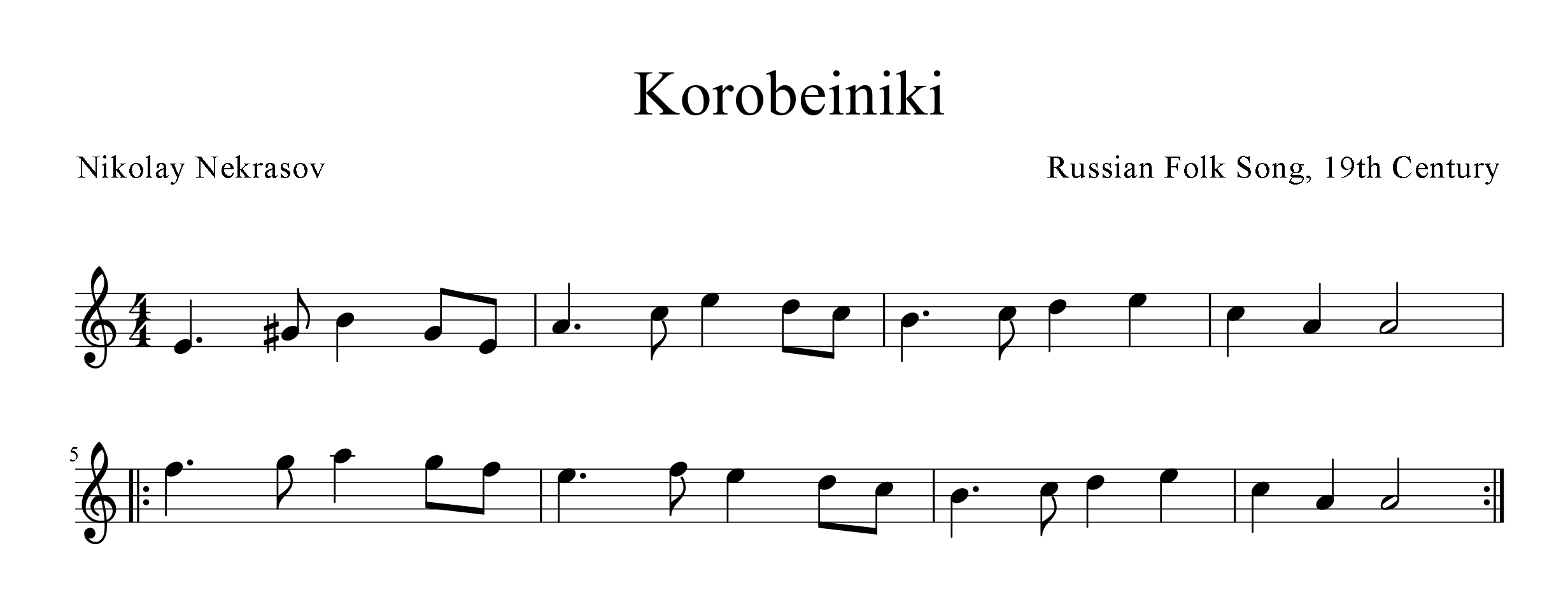
Melodia utworu

Piosenka oparta jest na wierszu Nikołaja Niekrasowa, który został opublikowany na łamach magazynu Sowriemiennik w 1861 roku. Z powodu narastającego i tanecznego tempa wiersz szybko stał się ludową piosenką. Tytułowi „Коробе́йники” byli to handlarze, którzy w carskiej Rosji ze skrzyń sprzedawali tkaniny, pasmanterię, książki i inne drobne przedmioty. Znacznie dłuższy wiersz Niekrasowa opowiada historię młodego handlarza, który pewnej nocy uwodzi wieśniaczkę o imieniu Katja na polu żyta. Oferuje jej część swoich towarów jako prezenty w zamian za pocałunek, być może także usługi seksualne. Dziewczyna jednak odrzuca wszystkie jego podarunki poza jednym, turkusowym pierścionkiem, twierdząc, że posiadanie jego towarów, ale nie jego, byłoby dla niej nie do zniesienia. Następnego ranka kupiec obiecuje ją poślubić, kiedy wróci ze sprzedaży swoich towarów na targu. Tutaj kończy się narracja piosenki, jednak wiersz kończy się obrabowaniem i zabiciem handlarza przez strażnika leśnego.
W 1989 roku utwór został zaadaptowany jako motyw gry logicznej Tetris.

## Tekst
1. Ой полным полна моя коробушка

Есть и ситец, и парча.

Пожалей, душа-зазнобушка,

Молодецкого плеча.

2. Выйду, выйду в рожь высокую,

Там до ночки погожу,

Как завижу черноокую,

Все товары разложу.

3. Цены сам платил немалые,

Не торгуйся, не скупись,

Подставляй-ка губки алые,

Ближе к молодцу садись.

4. Вот уж пала ночь туманная,

Ждёт удалый молодец...

Чу, идёт! – пришла желанная,

Продаёт товар купец.

5. Катя бережно торгуется,

Всё боится передать,

Парень с де́вицей целуется,

Просит цены набавлять.

6. Знает только ночь глубокая,

Как поладили они.

Распрямись ты, рожь высокая,

Тайну свято сохрани!

7. Ой, легка, легка коробушка,

Плеч не режет ремешок!

А всего взяла зазнобушка

Бирюзовый перстенёк.

8. Дал ей ситцу штуку целую,

Ленту алую для кос,

Поясок – рубашку белую

Подпоясать в сенокос...

9. Все поклала ненаглядная

В короб, кроме перстенька:

«Не хочу ходить нарядная

Без сердечного дружка!»

10. То-то, дуры вы, молодочки!

Не сама ли принесла

Полуштофик сладкой водочки?

А подарков не взяла!

Так постой же!

Нерушимое Обещаньице даю:

11. Опорожнится коробушка,

На Покров домой приду

И тебя, душа-зазнобушка,

В божью церковь поведу!”

12. Вплоть до вечера дождливого

Молодец бежит бегом

И товарища ворчливого

Нагоняет под селом.

13. Старый Тихоныч ругается:

„Я уж думал, ты пропал!”

Ванька только ухмыляется –

Я-де ситцы продавал!